# Joeri Tsjesnokov (voetballer)
Joeri Tsjesnokov  (Russisch:  Юрий Иванович Чесноков) (Kimry, 25 januari 1952 - Moskou, 21 november 1999) is een Russisch voormalig voetballer, die als speler uitkwam voor de Sovjet-Unie.

## Biografie
Hij begon zijn carrière bij Volga Kalinin en speelde dan drie seizoenen voor Lokomotiv Moskou en de rest van zijn carrière bij CSKA.
Op 28 november 1976 maakte hij zijn debuut voor het nationale elftal in een vriendschappelijke wedstrijd tegen Argentinië. Hij speelde ook in kwalificatiewedstrijden voor het EK 1980, waar de Sovjets zich niet voor plaatsten.
Hij overleed in 1999 aan kanker.